# Паљијарони (Кјети)
Паљијарони (итал. Pagliaroni) је насеље у Италији у округу Кјети, региону Абруцо.
Према процени из 2011. у насељу је живело 203 становника. Насеље се налази на надморској висини од 184 м.